# Otto Stübler
Otto Eduard Stübler (* 13. November 1901 in Hannover; † 24. Juni 1986 in Leipzig) war ein deutscher Schauspieler, Synchron- und Hörspielsprecher.

## Leben
Über das Leben von Otto Stübler (auch Otto Eduard Stübler) war wenig in Erfahrung zu bringen. Bekannt sind nur die Mitwirkungen in mehreren Filmen der DEFA und des Deutschen Fernsehfunks sowie einzelne Arbeiten als Synchron- und Hörspielsprecher beim Rundfunk der DDR. Seit 1949 war er an den Städtischen Theatern Leipzig engagiert, wo er 1969 sein 50-jähriges Bühnenjubiläum feierte. Das beweist, dass er bereits ab 1919 als Schauspieler arbeitete.

## Filmografie
- 1951: Die letzte Heuer
- 1951: Das Beil von Wandsbek
- 1952: Das verurteilte Dorf
- 1955: Robert Mayer – Der Arzt aus Heilbronn
- 1956: Thomas Müntzer – Ein Film deutscher Geschichte
- 1957: Mazurka der Liebe
- 1957: Lissy
- 1957: Vergeßt mir meine Traudel nicht
- 1957: Gejagt bis zum Morgen
- 1958: Der junge Engländer
- 1959: Reifender Sommer
- 1965: Engel im Fegefeuer
- 1968: Hauptmann Florian von der Mühle

## Theater
- 1950: Max Bertuch/Kurt Schwabach/Eduard Künneke: Glückliche Reise – Regie: Fritz Ploder (Städtische Theater Leipzig –Operettentheater)
- 1950: George Bernard Shaw: Die heilige Johanna – Regie: Fritz Wendel (Städtische Theater Leipzig – Schauspielhaus)
- 1951: Alfred Maria Willner/Robert Bodanzky/Franz Lehár: Zigeunerliebe – Regie: Willi Auerbach (Städtische Theater Leipzig – Operettentheater)
- 1952: Herman Haller/Fritz Oliven/Eduard Künneke: Der Vetter aus Dingsda  – Regie: Willi Auerbach (Städtische Theater Leipzig – Operettentheater)
- 1953: Robert Blum/Ralph Benatzky: Meine Schwester und ich – Regie: Fred Praski (Städtische Theater Leipzig – Operettentheater)
- 1959: Conny Odd: Alarm in Point l'Évêque (Gefängnisdirektor) – Regie: ? (Städtische Theater Leipzig – Operettentheater)
- 1959: Maurycy Janowski/Heinz Kufferath/Guido Masanetz: Der Instrukteur soll heiraten – Regie: Hans-Dieter Schmidt (Städtische Theater Leipzig – Operettentheater)
- 1960: Camillo Walzel/Richard Genée/Franz von Suppè: Boccaccio (Lambertuccio) – Regie: Erhard Fischer (Städtische Theater Leipzig – Kleines Haus Dreilindenstraße)
- 1960: Isaak Dunajewski: Wale, Liebe und Matrosen – Regie: Helmut Bläss (Städtische Theater Leipzig – Kleines Haus Dreilindenstraße)
- 1961: Moritz West/Ludwig Held/Carl Zeller: Der Vogelhändler – Regie: ? (Städtische Theater Leipzig – Kleines Haus Dreilindenstraße)
- 1961: Karl Haffner/Richard Genée/Johann Strauss (Sohn): Die Fledermaus (Frosch) – Regie: Erhard Fischer (Städtische Theater Leipzig – Opernhaus)
- 1961: Klaus Eidam/Wolfram Heicking: Rund ist die Welt – Regie: Erhard Fischer (Städtische Theater Leipzig –Kleines Haus Dreilindenstraße)
- 1963: Henri Meilhac/Ludovic Halévy/Jacques Offenbach: Pariser Leben – Regie: Erhard Fischer (Städtische Theater Leipzig – Kleines Haus Dreilindenstraße)
- 1965: Camillo Walzel/Richard Genée/Johann Strauss (Sohn): Eine Nacht in Venedig – Regie: Erhard Fischer (Städtische Theater Leipzig – Opernhaus)
- 1965: Henri Meilhac/Ludovic Halévy/Jacques Offenbach: Die Banditen – Regie: Erhard Fischer (Städtische Theater Leipzig – Kleines Haus Dreilindenstraße)
- 1967: Alan Jay Lerner/Frederick Loewe: My Fair Lady – Regie: Wolfgang Weit (Städtische Theater Leipzig – Kleines Haus Lindenstraße)

## Hörspiele
- 1952: Bruno Apitz: Kurs 84 abfahren (Oscar Raunack, Straßenbahnfahrer) – Regie: Werner Wieland (Hörspiel – MIRAG)
- 1952: Konstantin Trenjow: Ljubow Jarowaja (Malinin) – Regie: Günther Rücker (Hörspiel – Rundfunk der DDR)
- 1953: Gotthold Ephraim Lessing: Minna von Barnhelm (Wirt) – Regie: Werner Wieland (Hörspiel – Rundfunk der DDR)
- 1955: Ion Luca Caragiale: Den kenn' ich doch: Herr Leonida und die Reaktion (Herr Leonida) – Regie: Werner Schlechte (Kurzhörspiel – Rundfunk der DDR)
- 1955: Carl Sternheim: Die Hose (Theobald Maske) – Regie: Werner Wieland (Hörspiel – Rundfunk der DDR)
- 1955: Molière: Tartuffe (Tartuffe) – Regie: Werner Wieland (Hörspiel – Rundfunk der DDR)
- 1959: Joachim Witte: Die Dame und der Blinde (der Dicke) – Regie: Joachim Witte (Hörspiel – Rundfunk der DDR)
- 1959: Rolf H. Czayka: Schüsse an der Seine (Doktor Laoruse) – Regie: Joachim Witte (Hörspiel – Rundfunk der DDR)
- 1960: Nikolai Gogol: Der Revisor (Kreisrichter) – Regie: Herwart Grosse (Hörspiel – Rundfunk der DDR)
- 1965: Ernst Bruun Olsen: Der Buchhändler kann nicht schlafen (Bürgermeister) – Regie: Edgar Kaufmann (Hörspiel – Rundfunk der DDR)
- 1973: Alexander Kent: Tisch und Bett (Gregor) – Regie: Walter Niklaus (Hörspiel – Rundfunk der DDR)

## Synchronisation
- 1962: Lucien Baroux als Monseigneur Hector Trousselier in Der Teufel und die Zehn Gebote